# Park Su-bin (Koloratursopranistin)
Park Su-bin (koreanisch 박수빈; auch Subin Park; geboren in Daegu) ist eine südkoreanische Koloratursopranistin.

## Leben
Subin Park studierte Gesang an der Kyungpook-Nationaluniversität in Daegu und schloss mit einem Bachelor of Arts ab. 2016 debütierte sie am Opernhaus ihrer Heimatstadt als Königin der Nacht in Mozarts Zauberflöte. Sie setzte ihre Studien fort an der Hochschule für Musik Carl Maria von Weber Dresden, wo sie in der Folge ihren Master of Arts erwarb. Ihre Gesangslehrern in Dresden war Christiane Hossfeld. Im Rahmen ihres Studiums sang sie die Morgana in einer szenischen Produktion von Händels Alcina, eine anspruchsvolle Koloraturpartie. An der Semperoper übernahm sie eine kleinere Rolle in der Oper Die Nase von Dmitri Schostakowitsch.
In der Spielzeit 2023–24 wurde Subin Park Mitglied im Opernstudio NRW, gegründet im Herbst 2019 als Kooperation von Aalto-Theater Essen, Oper Dortmund, Musiktheater im Revier Gelsenkirchen und Oper Wuppertal. Ihre erste Partie beim Opernstudio NRW war die Morgana in Händels Alcina an der Oper Wuppertal; es dirigierte Dominic Limburg, Chefdirigent der Zürcher Kammerphilharmonie, es inszenierte Julia Burbach, nominiert als „Best Newcomer“ für die International Opera Awards 2019. Die Titelpartie wurde von Margaux de Valensart verkörpert.
Subin Park tritt auch in Konzertsälen auf. Beispielsweise war sie zumindest zweimal mit der Elbland Philharmonie Sachsen zu hören, einmal in den Pandemie-Jahren gestreamt und einmal live in Riesa, sang mit dem Dresdner Residenz Orchester die Königin der Nacht und übernahm das Sopransolo in Francis Poulencs Stabat mater.

## Wettbewerbe, Preise (Auswahl)
- 2019 Dritter Preis beim internationalen Musikwettbewerb „Triomphe de l’Art“ in Brüssel
- 2022 Zweiter Preis bei der Daegu International Vocal Music Competition in Südkorea